# Elaphropus xanthopus
Elaphropus xanthopus es una especie de escarabajo del género Elaphropus, de la subfamilia Trechinae, orden Coleoptera.

## Distribución
Se distribuye por Canadá y los Estados Unidos.

## Taxonomía
Fue descrita por Dejean en 1831.